# Bahnhof Okoppe
Der Bahnhof Okoppe (jap. 興部駅, Okoppe-eki) ist ein ehemaliger Bahnhof auf der japanischen Insel Hokkaidō. Er befand sich in der Unterpräfektur Okhotsk auf dem Gebiet der Stadt Okoppe und war von 1921 bis 1989 in Betrieb.

## Beschreibung

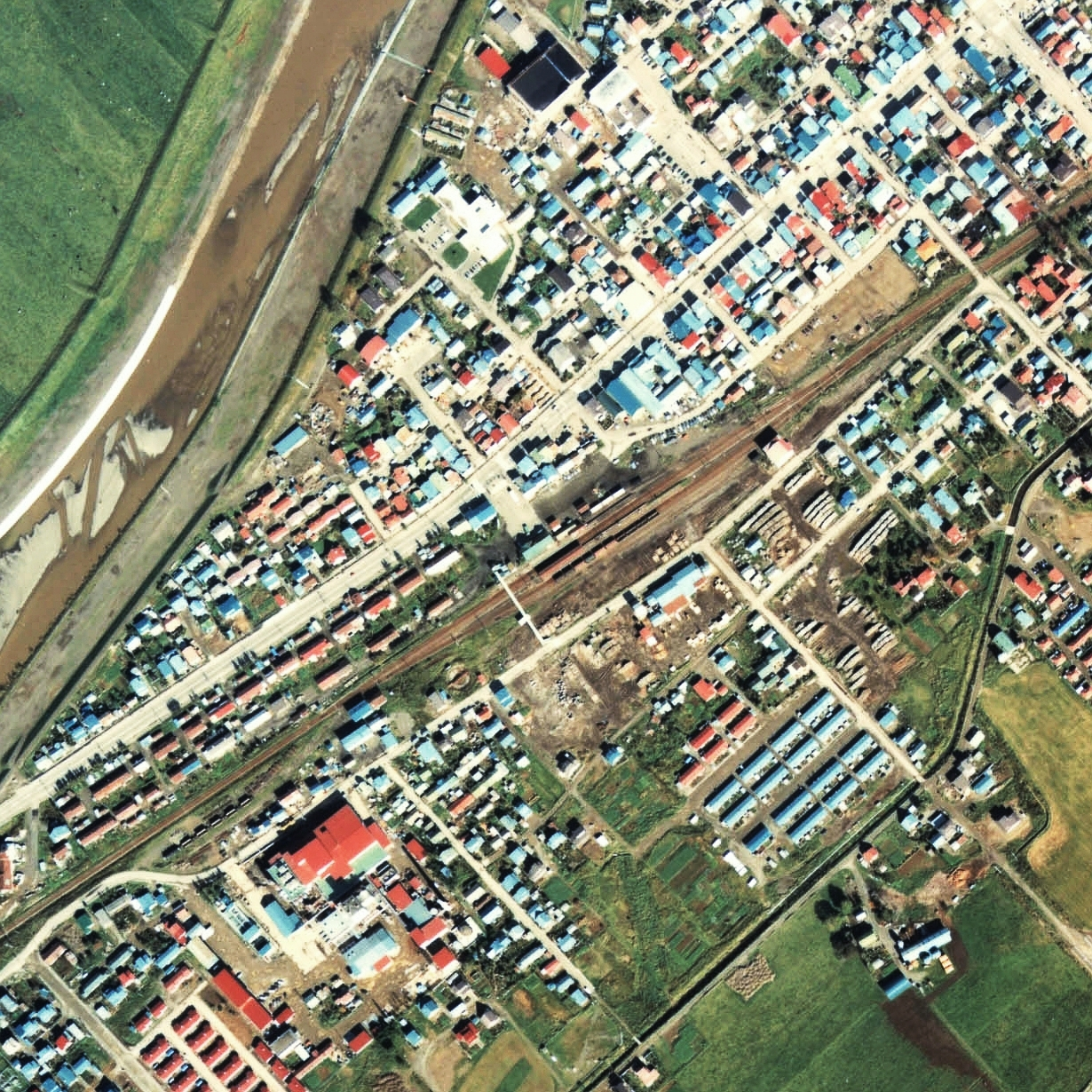
Luftansicht des Bahnhofs Okoppe (1978)

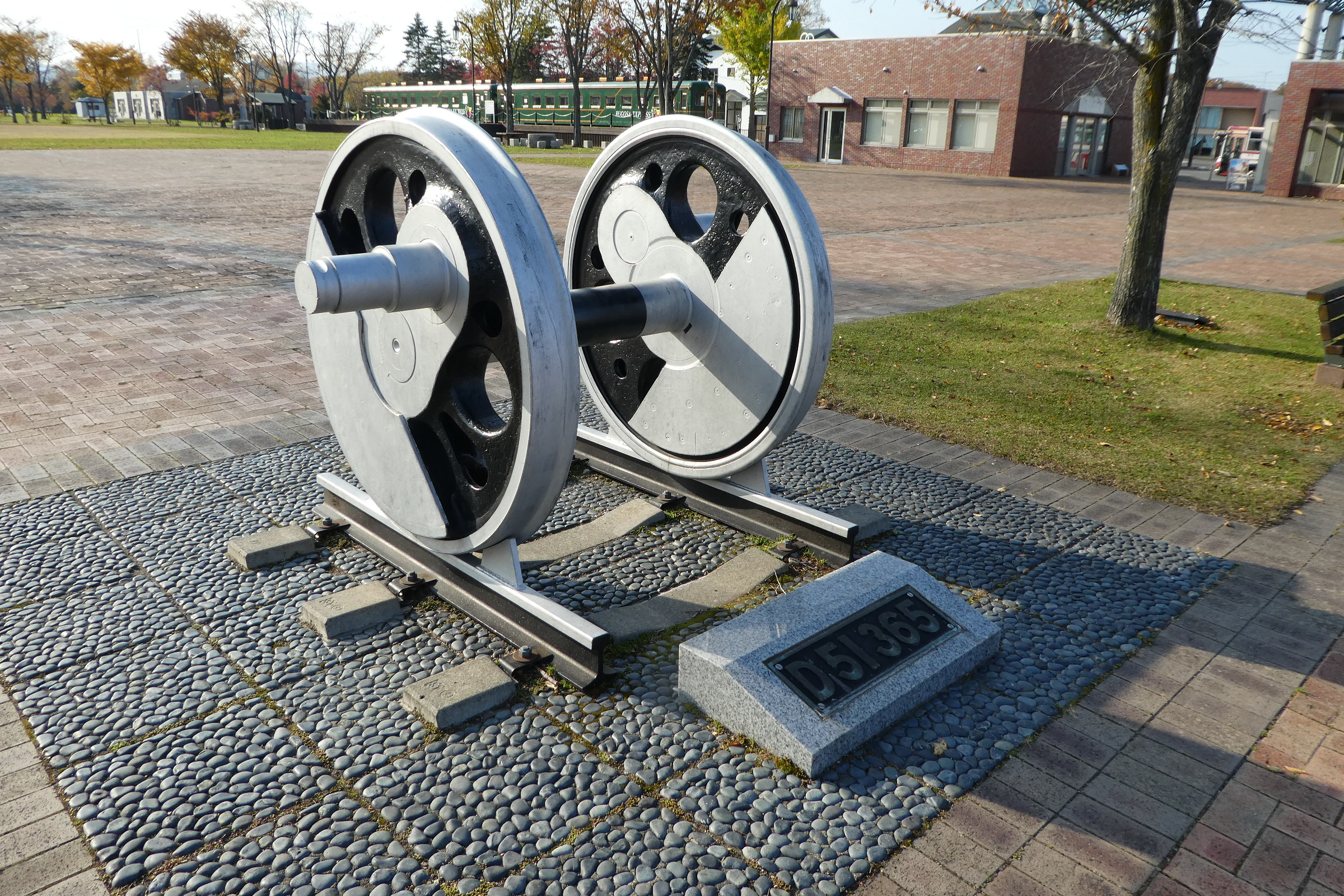
Antriebsräder der D51 Nr. 365, ausgestellt auf dem Gelände der Raststation (ehemaliger Standort des Bahnhofs)

Okoppe war ein Trennungsbahnhof an der Nayoro-Hauptlinie, die von Nayoro nach Engaru führte. Hier zweigte die Kōhin-Südlinie nach Ōmu ab. Der Bahnhof befand sich westlich des Stadtzentrums und war von Südwesten nach Nordosten ausgerichtet. Er besaß drei Gleise für den Personenverkehr, die am Hausbahnsteig und an einem Mittelbahnsteig lagen. Letzterer war durch einen Bahnübergang mit dem Empfangsgebäude an der Nordwestseite der Anlage verbunden. Zwei kurze Nebengleise führten zu einem Güterschuppen nordöstlich des Empfangsgebäudes. An der Südseite der Anlage stand ein kleines Depot mit einer Drehscheibe.
Das Empfangsgebäude wurde abgerissen und im Jahr 2000 durch eine Raststätte (Michi no eki) ersetzt, die auch als Busbahnhof dient. An die Raststätte angebaut ist ein seit 1992 bestehendes kleines Museum, in dem verschiedene Gegenstände zur Eisenbahngeschichte von Okoppe ausgestellt werden. Eines der Bahnsteiggleise blieb erhalten; auf diesem sind dauerhaft zwei Dieseltriebwagen der Baureihe KiHa 22 abgestellt, die zu einem Hostel namens „Rogosa Express“ umgebaut wurden.

## Geschichte
Das Eisenbahnministerium eröffnete den Bahnhof am 25. März 1921, zusammen mit dem Teilstück Naka-Yūbetsu–Okoppe der Nayoro-Hauptlinie. Der Bahnhof war ein halbes Jahr lang Endstation, bis zur Eröffnung des anschließenden Abschnitts nach Kami-Okoppe am 1. Oktober 1921. Die Eröffnung der von der Nayoro-Hauptlinie abzweigenden Kōhin-Südlinie erfolgte am 15. September 1935. Auf letzterer war der Bahnbetrieb ab 1. November 1944 eingestellt, als Rationierungsmaßnahme in der Endphase des Pazifikkriegs. Rund drei Monate nach Kriegsende wurde der Betrieb am 5. Dezember 1945 wiederaufgenommen.
Von 1962 bis 1986 hielten in Okoppe auch Eilzüge. 1968 nahm die Japanische Staatsbahn einen kleinen Containerterminal in Betrieb. Sie stellte jedoch am 15. November 1982 den Güterumschlag ein, am 1. Februar 1984 auch die Gepäckaufgabe. Die Kōhin-Südlinie wurde am 15. Juli 1985 stillgelegt, womit Okoppe nur noch ein Durchgangsbahnhof war. Im Rahmen der Staatsbahnprivatisierung ging der Bahnhof am 1. April 1987 in den Besitz von JR Hokkaido über. Diese legte am 1. Mai 1989 auch die Nayoro-Hauptlinie still.